# ATP Challenger Campinas
Das ATP Challenger Campinas (offizieller Name: Campeonato Internacional de Tênis de Campinas) ist ein seit 2011 jährlich stattfindendes Tennisturnier in Campinas. Es ist Teil der ATP Challenger Tour und wird im Freien auf Sandplatz ausgetragen. Máximo González und Diego Schwartzman gewannen jeweils das Turnier im Einzel und Doppel je einmal und sind damit Rekordsieger.

## Bisherige Sieger

### Einzel
| Jahr | Sieger              | Finalgegner             | Ergebnis             |
| ---- | ------------------- | ----------------------- | -------------------- |
| 2025 | Tomás Barrios Vera  | Álvaro Guillén Meza     | 6:4, 6:3             |
| 2024 | Tristan Boyer       | Juan Pablo Ficovich     | 6:2, 3:6, 6:3        |
| 2023 | Thiago Monteiro     | Camilo Ugo Carabelli    | 3:6, 6:4, 6:4        |
| 2022 | Jan Choinski        | Juan Pablo Varillas     | 6:4, 6:4             |
| 2021 | Sebastián Báez      | Thiago Monteiro         | 6:1, 6:4             |
| 2020 | Francisco Cerúndolo | Roberto Carballés Baena | 6:4, 3:6, 6:3        |
| 2019 | Juan Pablo Varillas | Juan Pablo Ficovich     | 2:6, 7:64, 6:2       |
| 2018 | Cristian Garín      | Federico Delbonis       | 6:3, 6:4             |
| 2017 | Gastão Elias        | Renzo Olivo             | 3:6, 6:3, 6:4        |
| 2016 | Facundo Bagnis      | Carlos Berlocq          | 5:7, 6:2, 3:0 aufgg. |
| 2015 | Facundo Argüello    | Diego Schwartzman       | 7:5, 6:3             |
| 2014 | Diego Schwartzman   | André Ghem              | 4:6, 6:4, 7:5        |
| 2013 | Guilherme Clezar    | Facundo Bagnis          | 6:4, 6:4             |
| 2012 | Guido Pella         | Leonardo Kirche         | 6:4, 6:0             |
| 2011 | Máximo González     | Caio Zampieri           | 6:3, 6:2             |

### Doppel
| Jahr | Sieger                                  | Finalgegner                                       | Ergebnis          |
| ---- | --------------------------------------- | ------------------------------------------------- | ----------------- |
| 2025 | Mariano Kestelboim Gonzalo Villanueva   | Seita Watanabe Takeru Yuzuki                      | 6:2, 7:65         |
| 2024 | Mateus Alves Orlando Luz (2)            | Tomás Barrios Vera Facundo Mena                   | 6:3, 6:4          |
| 2023 | Guido Andreozzi (2) Guillermo Durán (2) | Diego Hidalgo Cristian Rodríguez                  | 7:64, 6:3         |
| 2022 | Boris Arias Federico Zeballos           | Guido Andreozzi Guillermo Durán                   | 7:5, 6:2          |
| 2021 | Rafael Matos (2) Felipe Meligeni Alves  | Gilbert Klier Júnior Matheus Pucinelli de Almeida | 6:3, 6:1          |
| 2020 | Sadio Doumbia Fabien Reboul             | Luis David Martínez Felipe Meligeni Alves         | 6:77, 7:5, [10:7] |
| 2019 | Orlando Luz (1) Rafael Matos (1)        | Miguel Ángel Reyes Varela Fernando Romboli        | 6:72, 6:4, [10:8] |
| 2018 | Hugo Dellien Guillermo Durán (1)        | Franco Agamenone Fernando Romboli                 | 7:5, 6:4          |
| 2017 | Máximo González (2) Fabrício Neis       | Gastão Elias José Pereira                         | 6:1, 6:1          |
| 2016 | Federico Coria Tomás Lipovsek Puches    | Sergio Galdós Máximo González                     | 7:5, 6:2          |
| 2015 | Andrés Molteni Hans Podlipnik-Castillo  | Guilherme Clezar Fabrício Neis                    | 3:6, 6:2, [10:0]  |
| 2014 | Facundo Bagnis Diego Schwartzman        | André Ghem Fabrício Neis                          | 7:64, 5:7, [10:7] |
| 2013 | Guido Andreozzi (1) Máximo González (1) | Thiago Alves Thiago Monteiro                      | 6:4, 6:4          |
| 2012 | Marcelo Demoliner João Souza            | Marcel Felder Máximo González                     | 6:1, 7:5          |
| 2011 | Marcel Felder Caio Zampieri             | Fabrício Neis João Pedro Sorgi                    | 7:5, 6:4          |